# Consejo de Estado de la Unión Soviética
El Consejo de Estado de la Unión de Repúblicas Socialistas Soviéticas (del ruso: Государственный Совет СССР), también conocido como el Soviet Estatal, se formó el 5 de septiembre de 1991 y fue una de las agencias gubernamentales más importantes en la Unión Soviética de Mijaíl Gorbachov. En parte recogía las funciones ejercidas por el Congreso de los Diputados del Pueblo de la Unión Soviética (como máxima agencia del Gobierno) y del Soviet de la Federación (como la agencia de coordinación del Gobierno).
Los miembros del consejo consistieron en el Presidente de la Unión Soviética y altos funcionarios (que normalmente eran presidentes de sus repúblicas) de las repúblicas soviéticas. Durante el período de transición fue el máximo órgano de poder estatal, teniendo la facultad de elegir a un primer ministro, o una persona que tomaría el lugar de Gorbachov si éste estaba ausente; el cargo de Vicepresidente de la Unión Soviética había sido abolido tras el fallido intento golpe de Estado de agosto de ese mismo año. Tras la disolución de la Unión Soviética, sus competencias fueron asumidas por el Consejo de Estado de la Federación de Rusia.